# Bistum Perpignan-Elne
Das Bistum Perpignan-Elne (lateinisch Dioecesis Elnensis) ist ein im Süden Frankreichs gelegenes Bistum der römisch-katholischen Kirche mit Sitz in Perpignan.

## Geschichte
Elne, französische Stadt im Département Pyrénées-Orientales, war seit dem 6. Jahrhundert Bischofssitz. Durch Papst Clemens VIII. wurde das Bistum im Jahre 1601 unter dem Bischof Onofre Reart umfirmiert zum Bistum Perpignan-Elne und dem Metropolitanbistum Narbonne unterstellt. Am 29. November 1801 wurde das Bistum mit dem Konkordat von 1801 des Papstes Pius VII. aufgegeben und dem Bistum Carcassonne zugeteilt.
Pius VII. begründete jedoch 1822 das Bistum Perpignan-Elne erneut; Bischof wurde Jean-François de Saunhac-Belcastel. 2002 wurde es durch Johannes Paul II. dem Metropolitanbistum Montpellier unterstellt.